# Une mort sans importance
Pour le téléfilm de Christian Bonnet (2019), voir Une mort sans importance (téléfilm).
Pour plus de détails, voir Fiche technique et Distribution.
Une mort sans importance est un film français réalisé par Yvan Noé, sorti en 1948.

## Fiche technique
- Titre : Une mort sans importance
- Réalisation : Yvan Noé, assisté de Tony Saytor
- Scénario et dialogues : Yvan Noé, d'après sa pièce
- Photographie : Enzo Riccioni
- Décors : Serge Pimenoff
- Montage : Robert Isnardon
- Société de production : Productions Georges Legrand
- Tournage : du 25 novembre au 27 décembre 1947
- Pays d'origine :  France
- Durée : 80 minutes
- Date de sortie : 12 mai 1948

## Distribution
- Jean Tissier
- Suzy Carrier
- Jean-Pierre Kérien
- Marcelle Géniat
- Jean Vinci
- Charles Lemontier
- Andrée Debar
- Jeanne Fusier-Gir
- Pierrette Caillol
- Jean Temerson